# Jug (flod)
Jug (russisk: Юг) er en flod i Kirov og Vologda oblaster i Rusland. Den er 574 km lang og har et afvandingsområde på omkring 35.600 km². Middelvandføringen 35 km fra udløbet er 292 m³/sek.
Floden har sine kilder i de langstrakte nordrussiske højder omtrent 40 km nordøst for byen Nikolsk i Vologda oblast. Der fra løber den først et stykke i sydvestlig retning, før den ved Nikolsk slår et stort sving mod nord og slynger sig gennem ganske dybt indskårne dale. Der efter løber den mod nordøst og passerer gennem Kirovsk oblast, hvor den slår et nyt stort sving mod nordvest. Omkring 35 km før mundingen kommer bifloden Luza ind fra øst. Ved Velikij Ustjug løber Jug sammen med floden Sukhona, som kommer ind fra vest, og danner med det Nordlige Dvina.
Ordet Jug betyder direkte oversat "syd", men det har formentlig etymologisk intet med kompasretningen at gøre.